# José del Hierro (Komponist)
José del Hierro y Palomino (* 1. Oktober 1864 in Cádiz/Provinz Cádiz; † Juli 1933 in Madrid) war ein spanischer Geiger, Musikpädagoge und Komponist.

## Wirken
Del Hierro war 1904 Gründungsmitglied und erster Konzertmeister des Orquesta Sinfónica de Madrid. Als Lehrer wirkte er u. a. am Real Conservatorio Superior de Música de Madrid und bei der Sociedad de Conciertos y de Cuartetos. Der Geiger und Komponist Conrado del Campo war einer seiner Schüler. Zu seinen Kompositionen zählt Jota de Concierto für Klavier und Violine und Capricho español.